# Specklinia dodii
Specklinia dodii är en orkidéart som först beskrevs av Leslie Andrew Garay, och fick sitt nu gällande namn av Carlyle August Luer. Specklinia dodii ingår i släktet Specklinia och familjen orkidéer. Inga underarter finns listade i Catalogue of Life.